# Frankenweenie (1984)
Frankenweenie é uma curta-metragem dirigido por Tim Burton, escrito por Burton e Leonard Ripps. É uma paródia e uma homenagem ao filme Frankenstein, de 1931 baseado no romance homônimo de Mary Shelley.

## Enredo
A história é sobre um garoto chamado Victor que amava seu cãozinho, Sparky. Um dia enquanto brincava com ele na rua seu cão foi atropelado. Depois de muito tempo chorando pelo seu amado cão,Victor assiste uma aula de ciências, e o seu professor, ensina como reviver um sapo. Assistindo a aula, Victor lembra de seu cachorro, e logo vai pra casa, tentar fazer essa "ressurreição" com seu companheiro. E com isso, ele fica sabendo da Feira-de-Ciências,seus colegas de classe iam participar, fazendo seus projetos a turma acaba se envolvendo em confusões.

## Prêmios
- Em 1993 foi nomeado ao Prêmio Saturno.